# Enheim
Enheim ist ein Ortsteil der Gemeinde Martinsheim im unterfränkischen Landkreis Kitzingen.

## Geografische Lage
Das Pfarrdorf Enheim liegt im Nordwesten des Martinsheimer Gemeindegebietes. 2 km nordöstlich findet sich die Autobahn A 7 mit der Ausfahrt Marktbreit (AS 104), im Westen liegt die lange Zeit zum Dorf gehörende Enheimermühle. Weiter westlich beginnt das Gemeindegebiet des Marktes Seinsheim. Der Süden wird von Martinsheim eingenommen, während südwestlich der Landkreis Neustadt an der Aisch-Bad Windsheim beginnt. Gnodstadt befindet sich im Nordwesten. Die Staatsstraße 2271 verläuft durch den Ort. Nächstgelegene, größere Städte sind das etwa 6 Kilometer entfernte Ochsenfurt und Kitzingen in 11 Kilometer Distanz.
Naturräumlich hat Enheim Anteile am sogenannten Ifftalbereich mit seinen steilen Flusstälern. Der Großteil der Gemarkung ist jedoch in der flacheren Ochsenfurt-Uffenheimer Gäufläche gelegen.

## Geschichte
Die Gründung der frühfränkischen Siedlung Ehenheim im 6. Jahrhundert ist seit den Ausgrabungen des zugehörigen Reihengräberfeldes 1994/96 archäologisch gesichert.
Aus 1230 stammt eine Erwähnung mit dem Ortsadel der Familie von Ehenheim, die als Ministeriale der Herren von Hohenlohe hier begütert waren. Der Fronhof kam 1308 aus dem Vorbesitz des Klosters Tückelhausen an die Edelherren von Hohenlohe zu Uffenheim, die offenbar bis 1386 die Dorfherrschaft ausübten. Von ihrer Herrschaft Speckfeld kam das Dorf um 1400 auf noch ungeklärtem Weg an die Herrschaft Brauneck und mit dieser 1448 an die Markgrafschaft Brandenburg-Ansbach. 1474–1599 war Enheim markgräfliches Lehen der Herren von Ehenheim auf Geyern. Nach ihrem Aussterben übernahmen die Markgrafen selbst die Verwaltung und gliederten das Dorf 1603 dem Amt Uffenheim ein. Mit der Markgrafschaft Ansbach kam Enheim 1792 zu Preußen und 1806 an das Königreich Bayern. Im Jahre 1857 wurde der Ort vom mittelfränkischen Landgericht Uffenheim an das unterfränkische Bezirksamt Kitzingen umgemeindet. In der kirchlichen Organisation wurde diese Änderung nicht übernommen, so dass die evangelische Dorfkirche von 1859 immer noch zum Dekanat Uffenheim gehört.
Am 1. Mai 1978 wurde die bis dahin selbständige Gemeinde Enheim, bestehend aus dem Hauptort und dem Ortsteil Enheimermühle, nach Martinsheim eingegliedert.
Das Bild des Ortes, ist heute geprägt von den großen Sandsteinhäusern eines im ersten Drittel des 20. Jahrhunderts ortsansässigen Bauunternehmens mit eigenem Steinbruch. Der nahe Anschluss an die Autobahn A 7 und die Erschließung eines Baugebietes an der Gnodstadter Straße hat die Einwohnerzahl seit den 1990er Jahren steigen lassen.

## Wappen
| | Blasonierung: „In Schwarz ein silberner Balken, aufgelegt ein rot bordierter, von Silber und Schwarz gevierter Herzschild“ |
| Wappenbegründung: Das Wappen geht mit allen Elementen auf die Dorfgeschichte von Enheim ein. Der silberne Balken verweist auf die Herren von Enheim, deren Wappen ebenfalls diese Figur aufweist. Das Wappen der Markgrafen von Brandenburg-Ansbach zeigt dagegen ein Silber-schwarz-geviertes Schild. Das rote Schildbord wurde aus ästhetischen Gründen hinzugefügt. | |

## Sehenswürdigkeiten

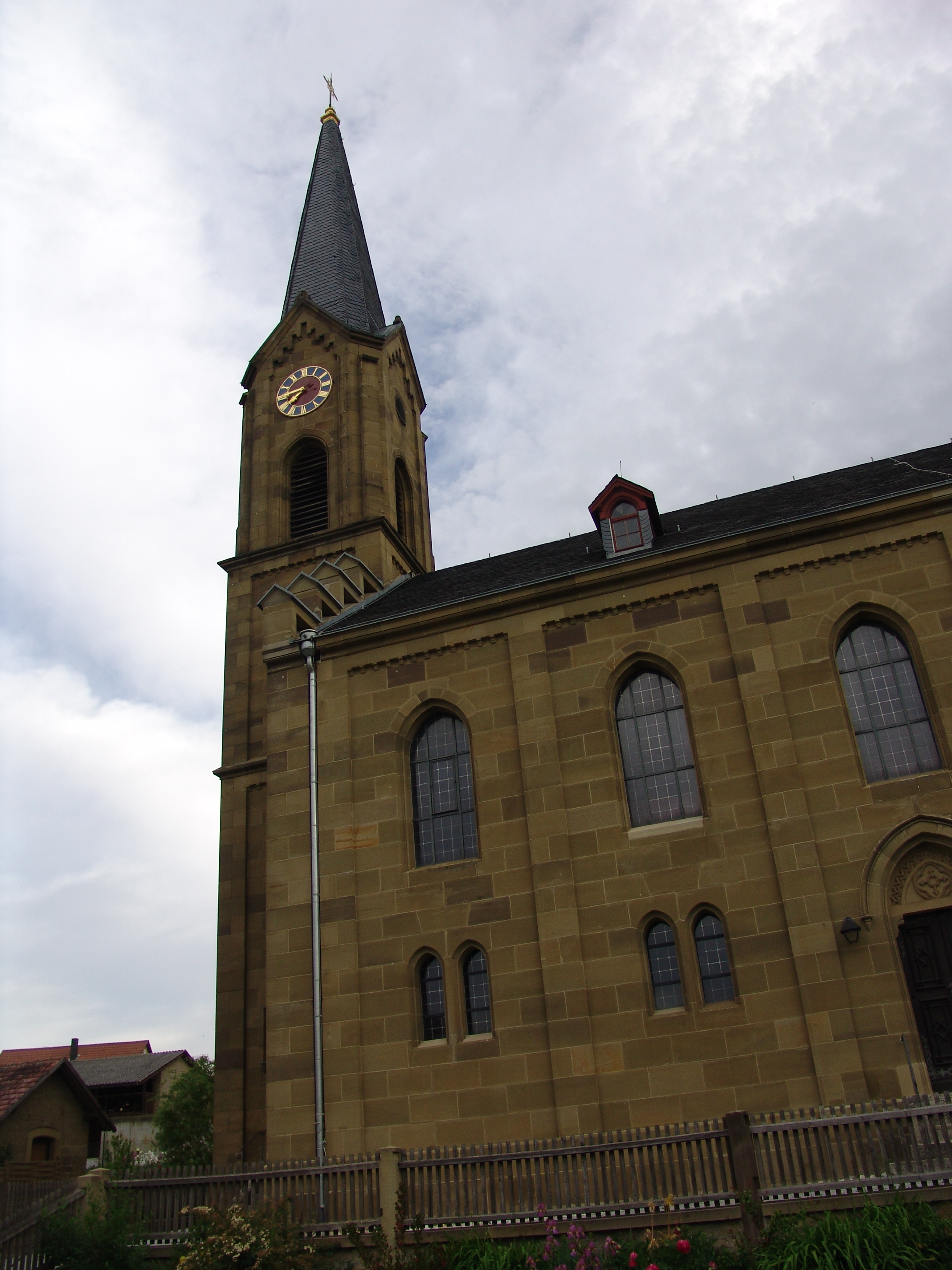
Die Pfarrkirche in Enheim

Die evangelisch-lutherische Pfarrkirche entstand im Jahr 1859 und wurde vom Dinkelsbühler Architekten Eduard Bürklein ausgeführt. Das Gebäude entstammt der Neugotik und wirkt durch seine Lisenengliederung. Ältestes Element im Gotteshaus sind zwei Glasfenster im Chor aus dem 15. Jahrhundert aus vorreformatorischer Zeit. Dagegen dürfte der Kirchenspieß in der Form einer Hellebarde aus neuerer Zeit stammen. Ihn benutzte der Wächter, der die leerstehenden Häuser am Sonntag während des Gottesdienstes bewachte.
Das ehemalige Rathaus des Dorfes entstammt dem späten 18. Jahrhundert und war auch bis um 1880 das Schulhaus gewesen. Das Pfarrhaus ist ein Halbwalmdachbau und entstand 1756 auf den Grundmauern des Vorgängerbaues von 1557.
Einige Grabsteine des 17. Jahrhunderts sind im Friedhof zu finden. Besonders bemerkenswert ist das Epitaph eines Pfarrers aus dem Jahr 1625, das wohl aus der Werkstatt den ortsansässigen Steinmetzes Philipp Niclauß stammt. Berührend ist der Tod des Nachschublieferanten Kaspar Trabert, der 1866 im preußisch-österreichischen Krieg erschossen wurde.

## Persönlichkeiten
- Michel Niclauß (* in Reinsbronn), Bildhauer, Erbauer von Schloss Wachbach, der Friedhofskanzel in Sommerhausen, mehrerer Grabsteine in Enheim, lebte ab 1601 in Enheim und lässt sich hier bis 1612 nachweisen. Von seinen Söhnen war Rudolf nicht so begabt, machte aber als Schultheiß im Dorf bis 1618 Karriere. Dagegen führte Philipp Niclauß (Niklas) die Werkstatt des Vaters fort, zog aber bereits 1611 nach Gnodstadt, wo er bis kurz vor seinem Tod 1639 lebte.[18]
- Johannes Wild (1878–1962), Pfarrer von Enheim 1911–1927, Distriktschulinspektor 1911–1918, Geschäftsführer des Evangelischen Presseverbandes in Bayern 1913–1925, Gründer und Schriftleiter des Uffenheimer Kirchenboten 1915–1927, Redakteur beim Bayerischen Sonntagsblatt 1921–1927, Pfarrer von Gutenstetten und Senior im Dekanat Neustadt/Aisch 1927–1946[19]